# گیوم باستیل
گیوم باستیل (انگلیسی: Guillaume Bastille؛ زادهٔ ۲۱ ژوئیهٔ ۱۹۸۵) اسکیت‌باز سرعت اهل کانادا است.